# Togoland
1884–1916
- Togoland
- les autres colonies allemandes

Entités précédentes :
- Royaume du Tchaoudjo
- Royaume Éwé
- Royaume de l’Atakpamé
- Royaume de Notsé

Entités suivantes :
- Togo français
- Togoland britannique

Le Togoland est un protectorat allemand en Afrique de l'Ouest, ayant existé de 1884 à 1914.
Le Togoland allemand avait une superficie de 88 500 km2. Dans le cadre de la Première Guerre mondiale et à l'issue de la campagne militaire du Togoland qui se termina en août 1914, le territoire est occupé séparément par les deux vainqueurs et en 1916 divisé de facto, puis confié de jure en juillet 1922 par la Société des Nations (SDN) pour 2⁄3 à la France, et 1⁄3 au Royaume-Uni, sous des régimes de mandat. 
En 1956, le Togoland britannique est rattaché à la colonie de Gold-Coast pour former en mars 1957 un pays indépendant : le Ghana. Le Togoland français, après un passage par le statut de territoire sous tutelle de l'Organisation des Nations unies, accédera à son tour à l'indépendance en avril 1960 sous le nom de Togo.

## Histoire

Partition en Togo occidental et Togo oriental en 1916.

Le protectorat fut institué lors du Partage de l'Afrique, quand l’explorateur allemand Gustav Nachtigal arriva à Togoville en tant que commissaire spécial, envoyé par le chancelier Otto von Bismarck. Le 5 juillet 1884, un traité fut signé avec le chef local Mlapa III, dans lequel l’Empire allemand déclara un protectorat sur une bande de territoire le long de la côte du golfe du Bénin. Natchtigal ne fut Reichskommissar qu’une journée et fut remplacé par Heinrich Randad le 6 juillet. Nachtigal parti pour l'Afrique du Nord.
Un territoire au nord, qui avait longtemps été disputé par l'Empire britannique et l'Empire allemand, fut déclaré neutre par le traité de Samoa en 1899. C'est le territoire de Salaga.
L'Empire allemand étendit progressivement sa zone d'influence à l'intérieur des terres. Les colons allemands apportèrent le savoir-faire et implantèrent des cultures (cacao, café et coton), tout en développant des infrastructures à l'un des niveaux les plus élevés d'Afrique à cette époque. En raison du fait qu'elle était devenue la seule colonie allemande auto-suffisante, le Togoland était considéré comme un modèle. Cette situation perdura jusqu'au début de la Première Guerre mondiale.

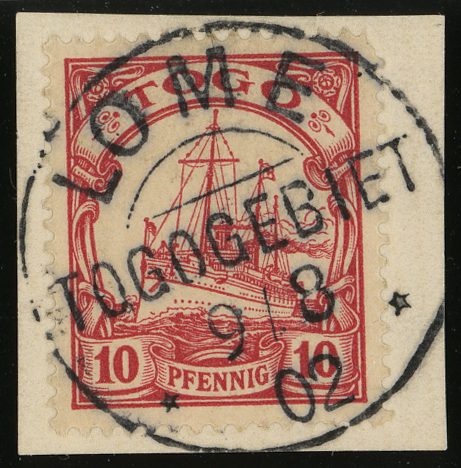
Timbre de la colonie TOGOGEBIET en 1902

Le 6 août 1914, les forces françaises et britanniques appelèrent la colonie à se rendre. Le lendemain, elles envahirent le Togoland et occupèrent Lomé, puis avancèrent en direction d'une puissante station radio, près de Kamina, à l'est d'Atakpamé. La colonie capitula le 26 août, après que les Allemands eurent détruit la station radio dans la nuit du 24 au 25 août.
Le 27 décembre 1916, le Togo fut divisée en deux zones d'administration britannique et française. Après la défaite de l'Allemagne, les mandats de classe B furent attribués par la Société des Nations : à la France pour le « Togo oriental » devenu Togo français, qui obtint son indépendance en 1960 avec la création du Togo, et au Royaume-Uni pour le « Togo occidental » devenu Togoland britannique, qui fut rattaché au Ghana en 1956.

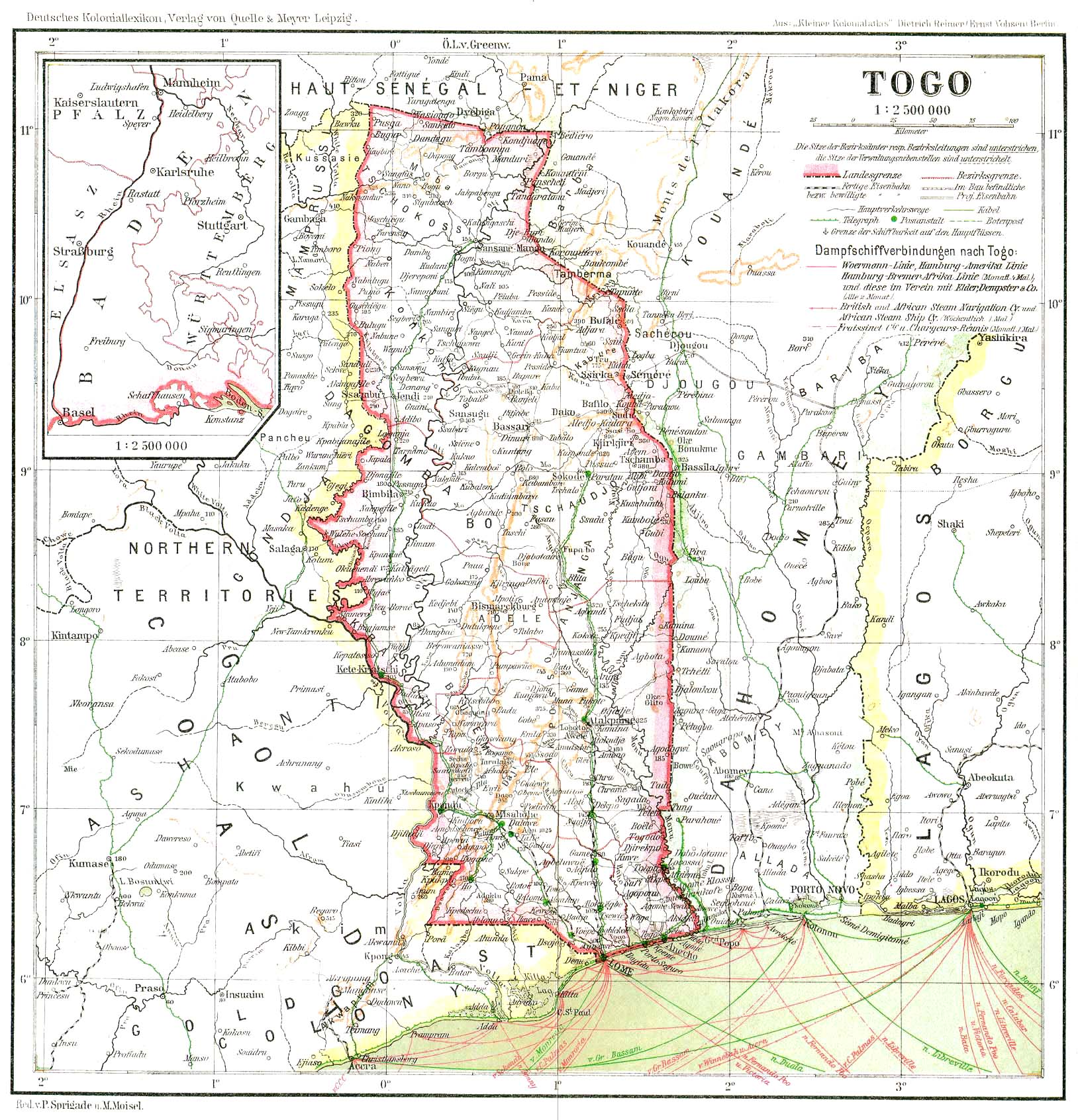
Le Togoland allemand en 1915

## Sources et références
- (en) Cet article est partiellement ou en totalité issu de l’article de Wikipédia en anglais intitulé « Togoland » (voir la liste des auteurs).

1. ↑  Togo : données historiques